# Kostolné
Kostolné (allemand : Kesseldorf bei Miawa, hongrois : Nagyegyházas) est un village de Slovaquie situé dans la région de Trenčín.

## Histoire
La première mention écrite du village date de 1392.

## Démographie

### Évolution de la population
| Année:               | 1994. | 2004.    | 2014.   | 2024.   |
| -------------------- | ----- | -------- | ------- | ------- |
| Nombre de personnes: | 718   | 640      | 601     | 621     |
| Différence:          |       | -10,86 % | -6,09 % | +3,32 % |

| Année:               | 2023. | 2024.   |
| -------------------- | ----- | ------- |
| Nombre de personnes: | 627   | 621     |
| Différence:          |       | -0,95 % |